# Uralde
Uralde es un despoblado que actualmente forma parte del municipio de Condado de Treviño, en la provincia de Burgos, Castilla y León (España).

## Historia
Se desconoce cuándo se despobló.
Actualmente sus tierras están ocupadas por una urbanización de su mismo nombre.